# Vacă
Vaca este un animal domestic membru a subordinului Ruminantia (rumegătoarele), familia Bovidae și, care face parte din grupul vitelor cornute mari. Vacile sunt crescute pentru carne piele și lapte, precum și ca animale de tracțiune.
În urma utilizării frecvente în zootehnie agricultură gospodărie și alimentație, animalele din această specie au primit denumiri specifice în funcție de sex vârstă și utilizare. Astfel, masculul adult necastrat se numește taur, iar dacă este castrat se numește bou și e folosit ca animal de tracțiune și pentru carne. Femela adultă se numește vacă; femela tânără de 2–3 ani care nu a născut încă se numește juncă. Vițelul înțărcat, până la doi ani, se numește mânzat. Puiul de până la un an se numește vițel, indiferent de sex; cel femel se mai numește și vițea.

## Descrierea speciei

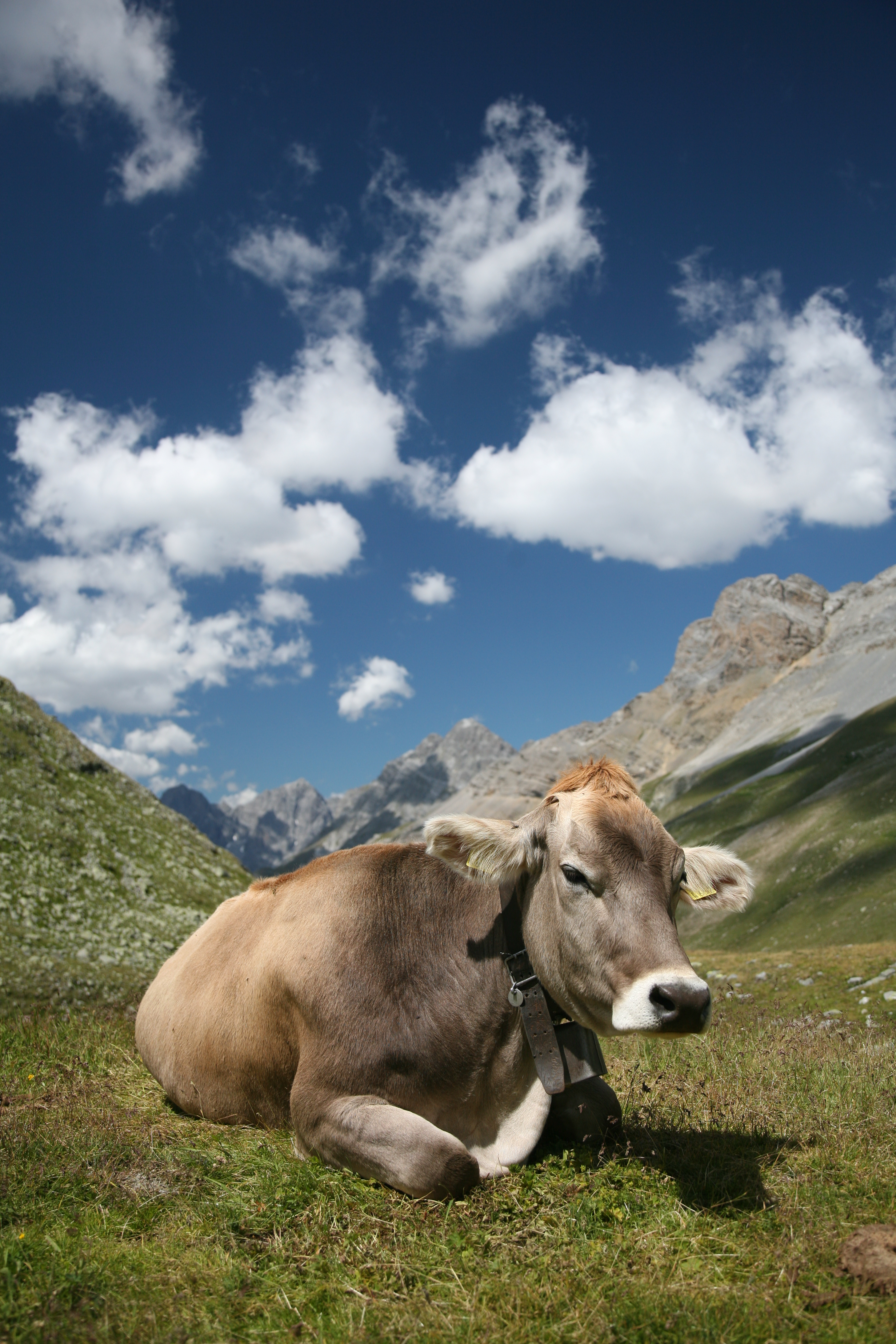
O vacă din rasa Brună elvețiană

Vaca are corpul acoperit cu păr scurt, culoarea variind după rasă. Capul are un bot lung cu buze umede, pe ele găsindu-se nările. Animalul are urechi mobile și ochii mari. De gât atarna o cută de piele numita salbă. Coarnele  nu sunt goale  pe dinăuntru, ci au un "cep" osos bine vascularizat.
Trunchiul voluminos se termină cu o coadă lungă, cu peri în vârf. Pe partea ventrală se găsește o mamelă cu patru mameloane.
Fiecare picior se termină cu două degete învelite în formațiuni  cornoase numite ongloane, care le protejează.
Vaca are pe maxilarul inferior 6  dinți: 2 incisivi 2 mijlocași și 2 laturași lați - tăioși, îndreptați oblic înainte; pe maxilarul superior  ei lipsesc, partea anterioară a acestuia fiind acoperită cu o lamă cornoasă. Urmează un loc gol numit bară (caninii lipsesc). Măselele au pe suprafața lor creste de smalț în formă de semilună.

## Hrănirea
Stomacul vacii are 4 compartimente: burduf, ciur, foios și cheag. Această alcătuire specifică reprezintă o adaptare la hrana cu un procent ridicat de celuloză, din masa vegetală păscută și înghițită repede.Burduful, voluminos, are o capacitate de până la  90 de litri; în el se depozitează iarba. Ciurul are pereții cu aspect de faguri asemănător cu o  rețea, de unde și denumirea.  Foiosul are pereții cu pliuri, iar în cheag care ar fi omologul stomacului cunoscut de noi, se produce sucul digestiv.
Când paște vaca apucă iarba cu buzele, o strânge cu limba într-un mănunchi și, o retează cu incisivii care se sprijină pe lama cornoasă. Iarba se adună în burduf. Când acesta se umple, vaca își găsește un loc de odihnă și începe să rumege; ea este un ierbivor rumegător. Iarba revine sub formă de bol din ciur în gură, unde este bine mestecată și rumegată, prin mișcările mandibulei la stânga și la dreapta. Iarba mestecată și îmbibată cu salivă trece de data aceasta în rețea, foios și de aici în cheag, unde se continuă digestia care se termină în rectum (unde se formează balega, aceasta folosind ca îngrășământ natural, iar în țările tropicale ca tencuială sau combustibil).

## Înmulțirea
O dată pe an vaca dă naștere unui vițel, pe care îl hrănește cu lapte produs de mamele. Producția înaltă la vaci depinde nu doar de condițiile de alimentație și întreținere. Unul dintre factorii decisivi este dirijarea reproducerii în așa mod, încât vaca să fete obligatoriu un vițel viabil la fiecare 365 de zile. Pentru aceasta, se efectuează o planificare minuțioasă a procesului de inseminare, precum și calcule detaliate a perioadelor-cheie în reproducerea animalului.
Montele naturale nu sunt mereu cea mai bună opțiune. Mai ales că, puține ferme își pot permite întreținerea unui taur reproducător. Iar gospodăriile individuale cu atât mai puțin. În plus, există riscul de transmitere a bolilor infecțioase, precum și de traumatizre a vacii.
Însămânțarea artificială reprezintă un bun instrument în reproducerea dirijată la vaci. Ea aduce numeroase beneficii, este relativ simplă de efectuat de către un specialist și rezultatul este motivant, procentul de vaci fecundate fiind destul de mare.

## Vita în religie și folclor

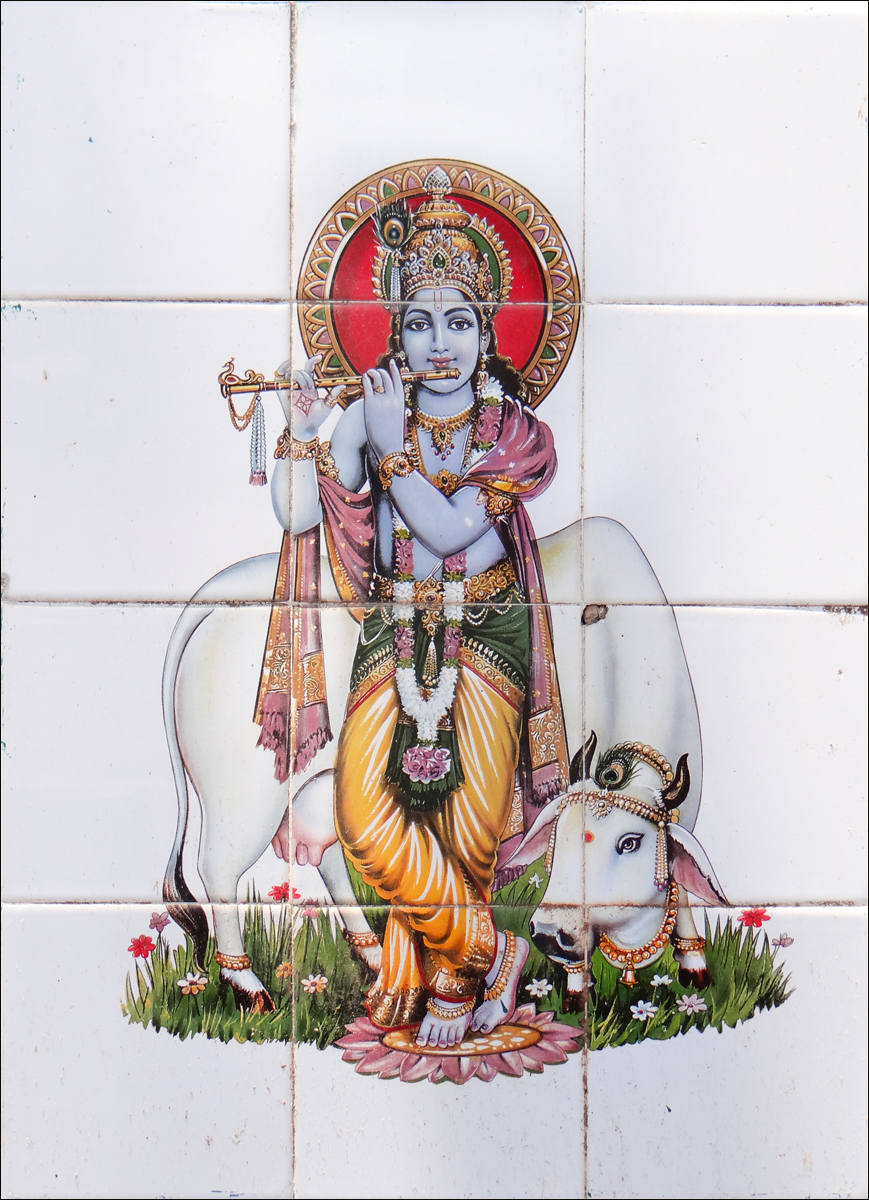
Simbolistica zeului Krishna include deseori vaca. Acesta este venerat în vișnuism.

Vaca este frecvent menționată în Coran. A doua și cea mai lungă sură din Coran este intitulată Al-Baqara (Vaca). Din cele 286 de versuri ale surei, șapte menționează vaci (Al Baqarah 67–73).  Numele capitolului respectiv face trimitere la Moise, care-și sfătuiește poporul să sacrifice o vacă pentru a învia un bărbat ucis de un necunoscut.
Veneația vitei reprezintă o parte a identității în comunitatea hindusă, în special de la sfârșitul secolului XIX. Uciderea vacilor (inclusiv tauri, boi sau viței) este interzisă prin lege în câteva state ale Uniunii Indiene. Restaurantele McDonald's din India nu servesc hamburgeri de vită. În timpul domniei maharajahului Ranjit Singh, uciderea vacilor era pedepsită cu moartea.
Vaca reprezintă, de asemenea, un animal simbol în Zodiacul european și cel chinezesc.
În folclorul românesc, boul și vaca sunt animale sfinte, simboluri ale belșugului. Boul apare în colindele de iarnă, în obiceiul Plugușorului și în multe practici magice.

## Utilizări în economie

### În România
Există 1,19 milioane de exploatații cu 1,73 milioane vaci și junici, cu o medie de 1,46 vaci / exploatație. 98% din exploatații sunt în cadrul sectorului privat.

#### Perioada 1989 - 2003
După 1989 sectorul creșterii taurinelor s-a schimbat dramatic, atât în structură cât și în număr de animale. Numărul mare de taurine de aproximativ 6,2 milioane capete, din care 2,45 milioane (39%) erau vaci și juninci, a scăzut continuu. În 2003 erau în total 2,8 milioane taurine cu 1,75 milioane vaci și juninci (62,3 %).

## Rase de vaci

### Autohtone

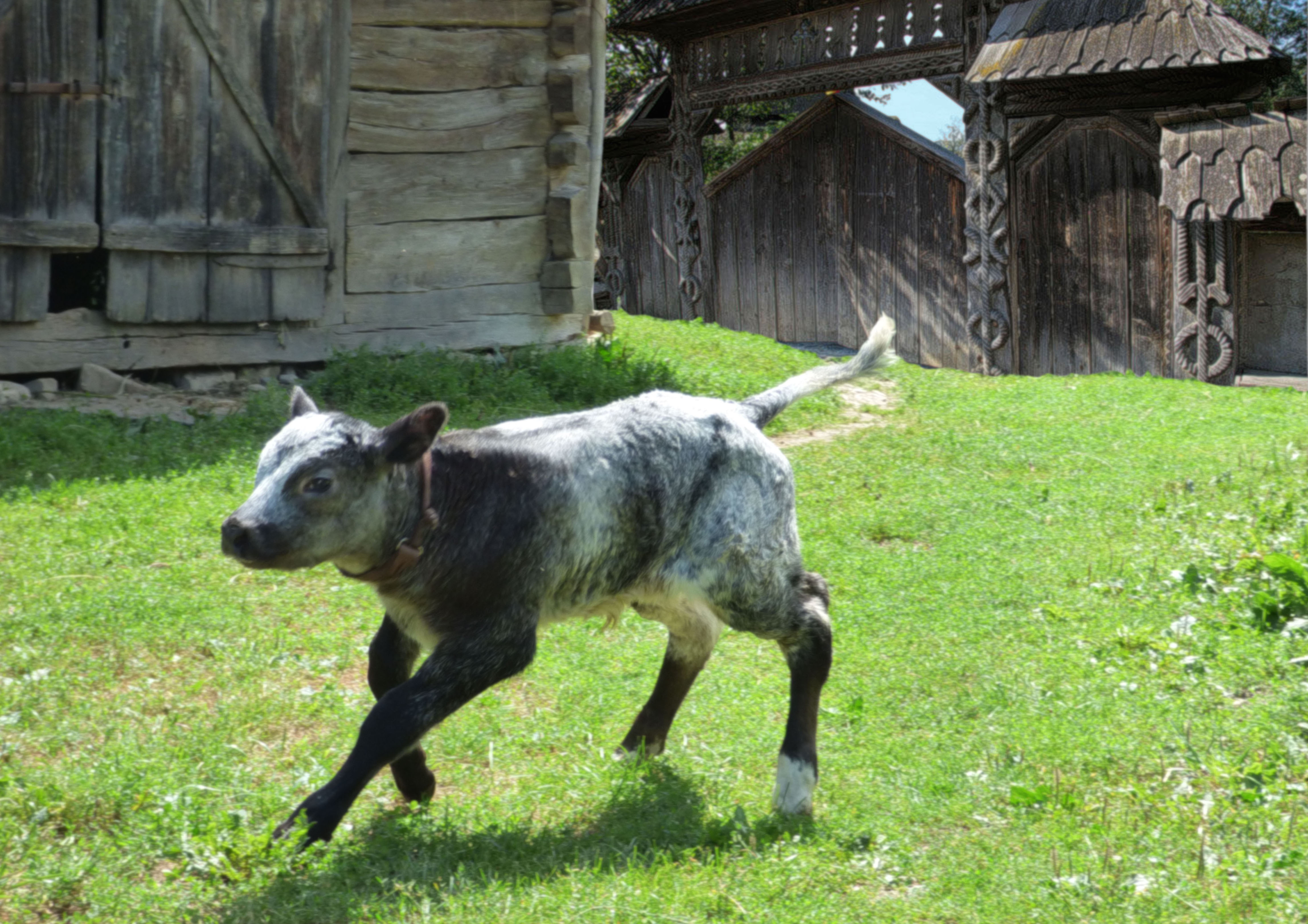
Vițel din Maramureș.

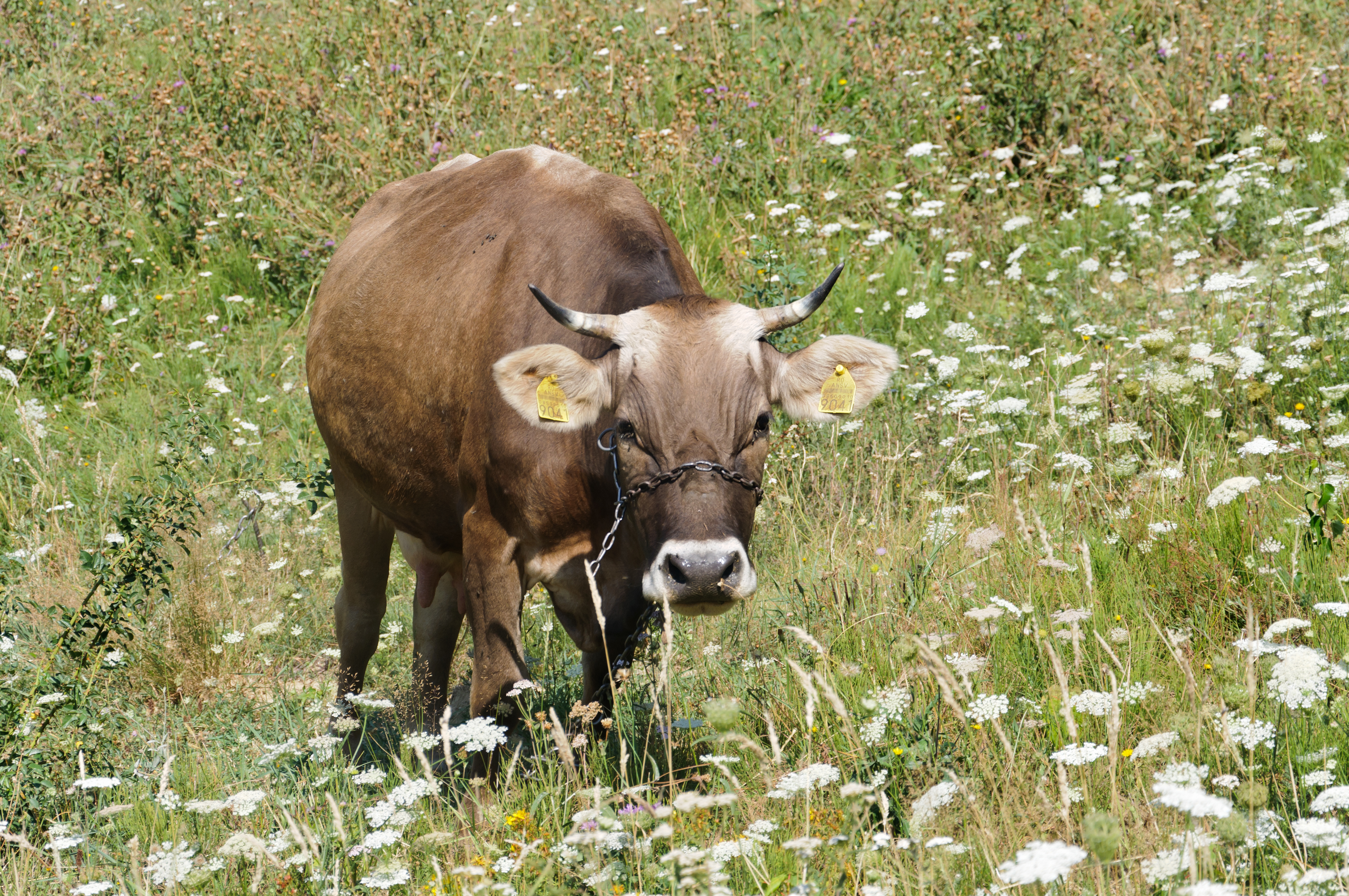
Vacă brună, România

- Bălțata românească
- Roșia dobrogeană
- Sura de stepă
- Bruna de Maramureș
- Mocănița (rasă de vacă)
- Bruna
- Gertrude
- Siementhal

### Străine
- Simmental
- Pinzgau
- Holstein
- Hereford
- Chianina
- Maremmana
- Sura maghiară
- Șaroleză
- Marchigiana

## Imagini cu diferite rase de vaci

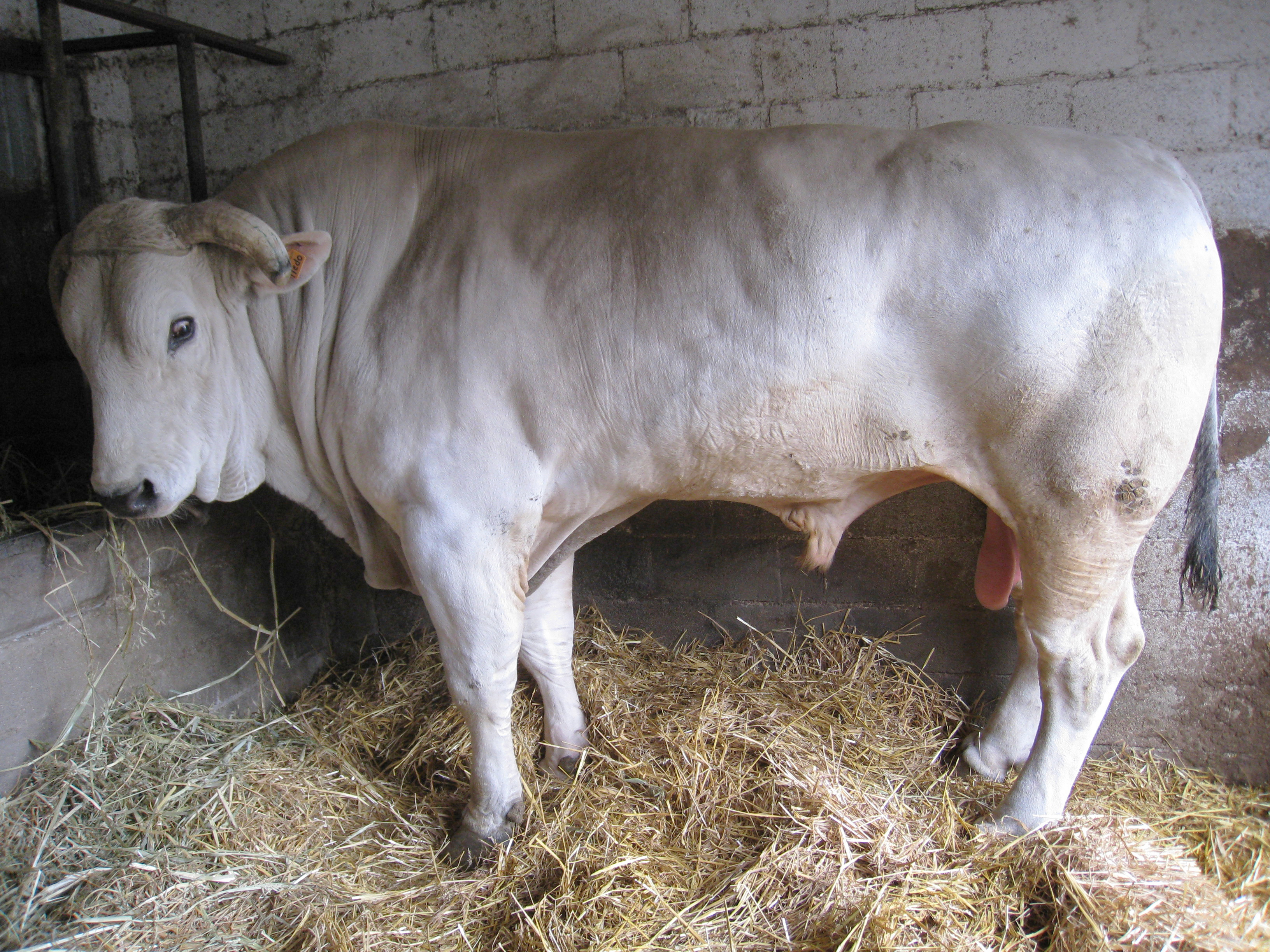
Chianina
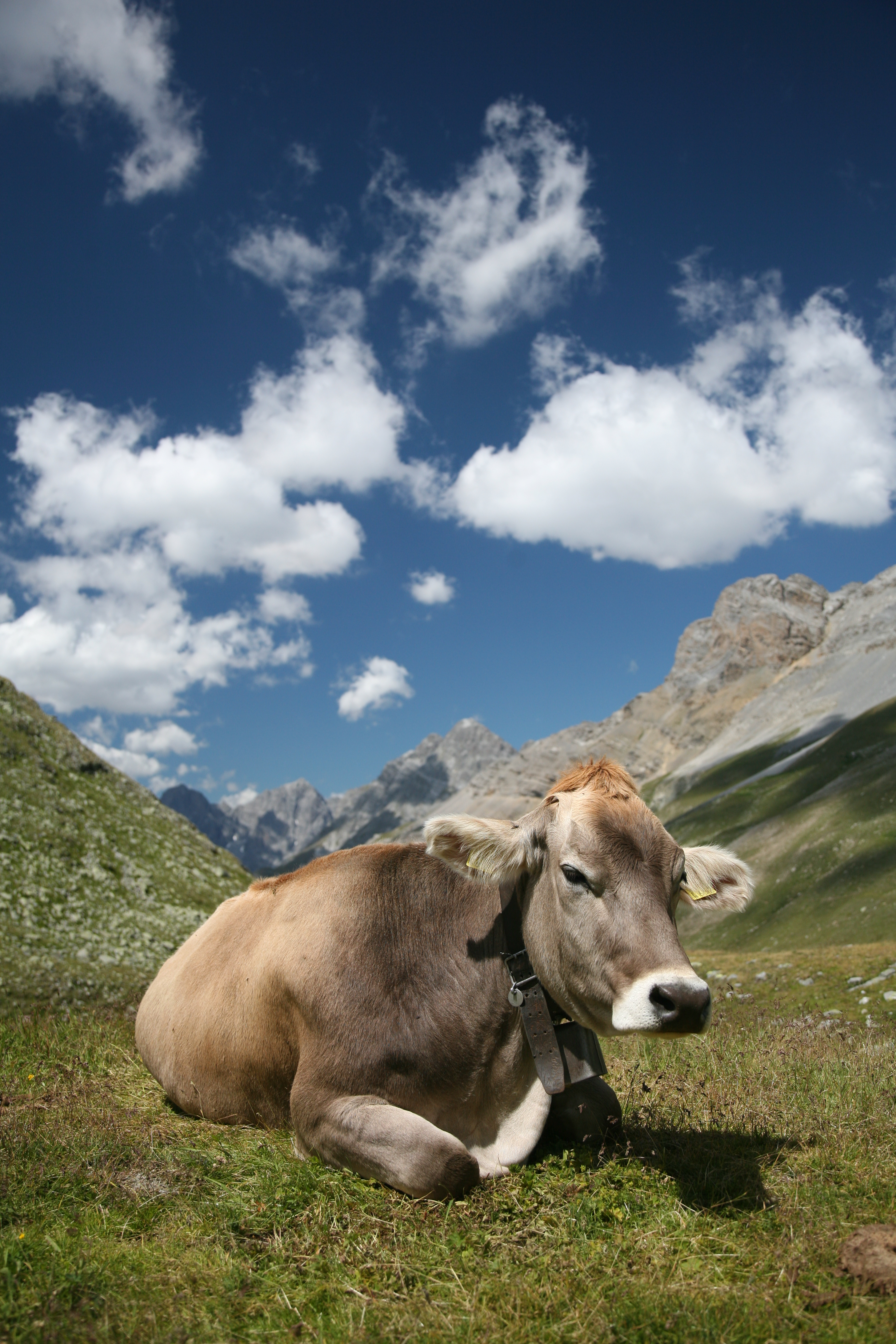
Braunvieh
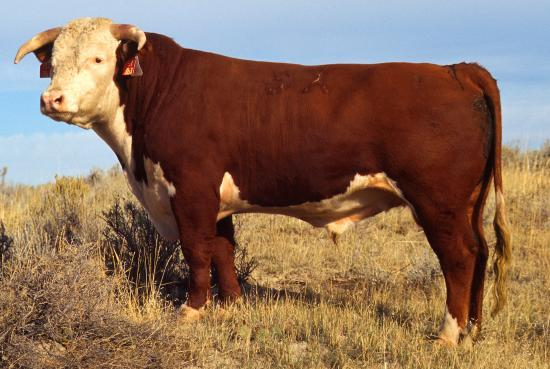
Hereford
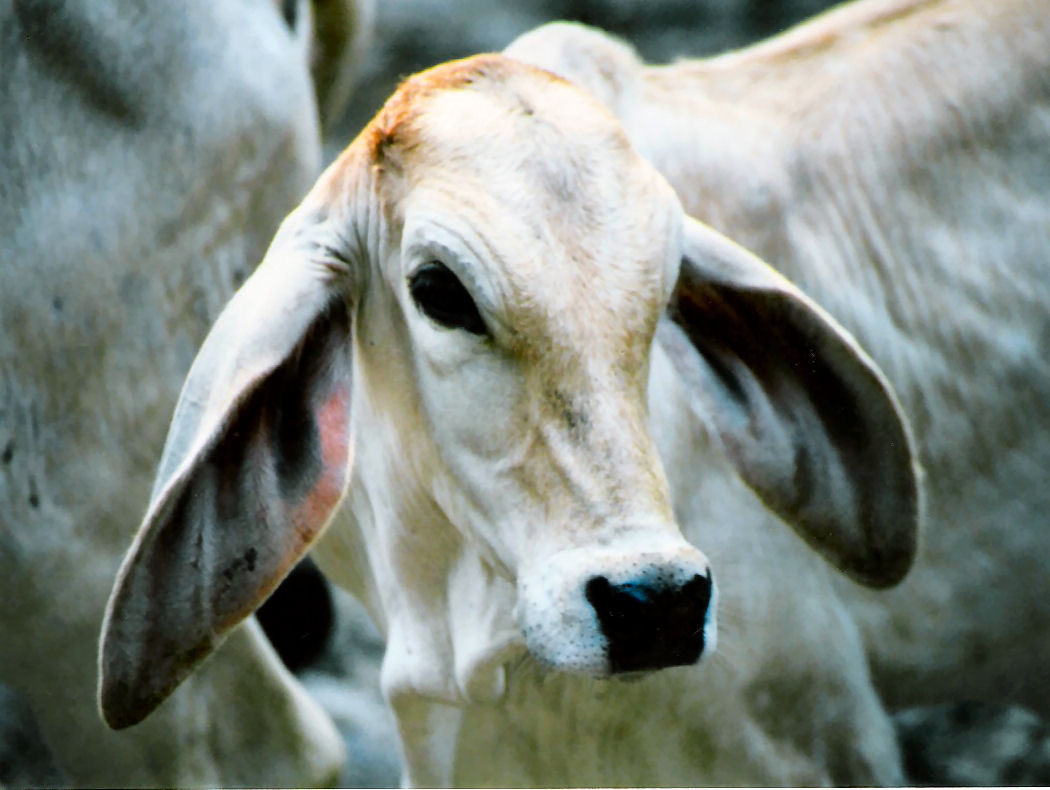
Brahman
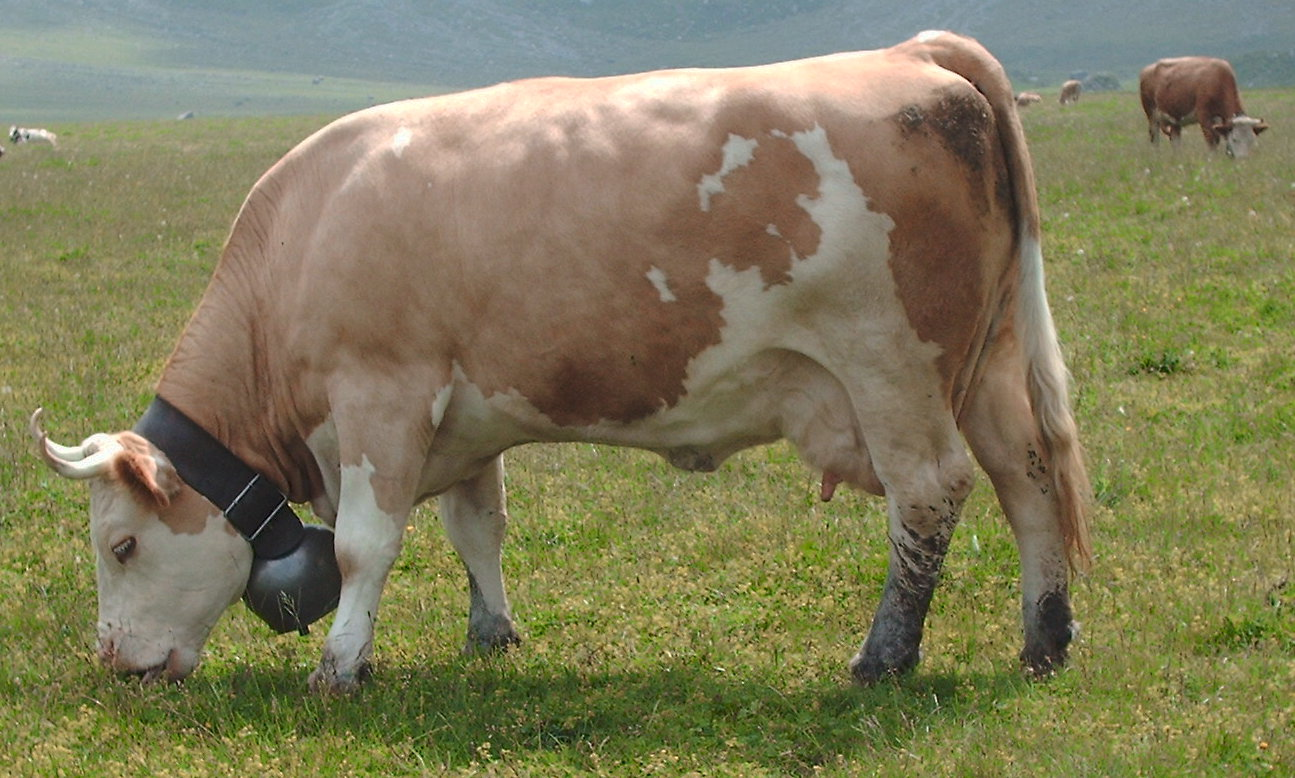
Simmental
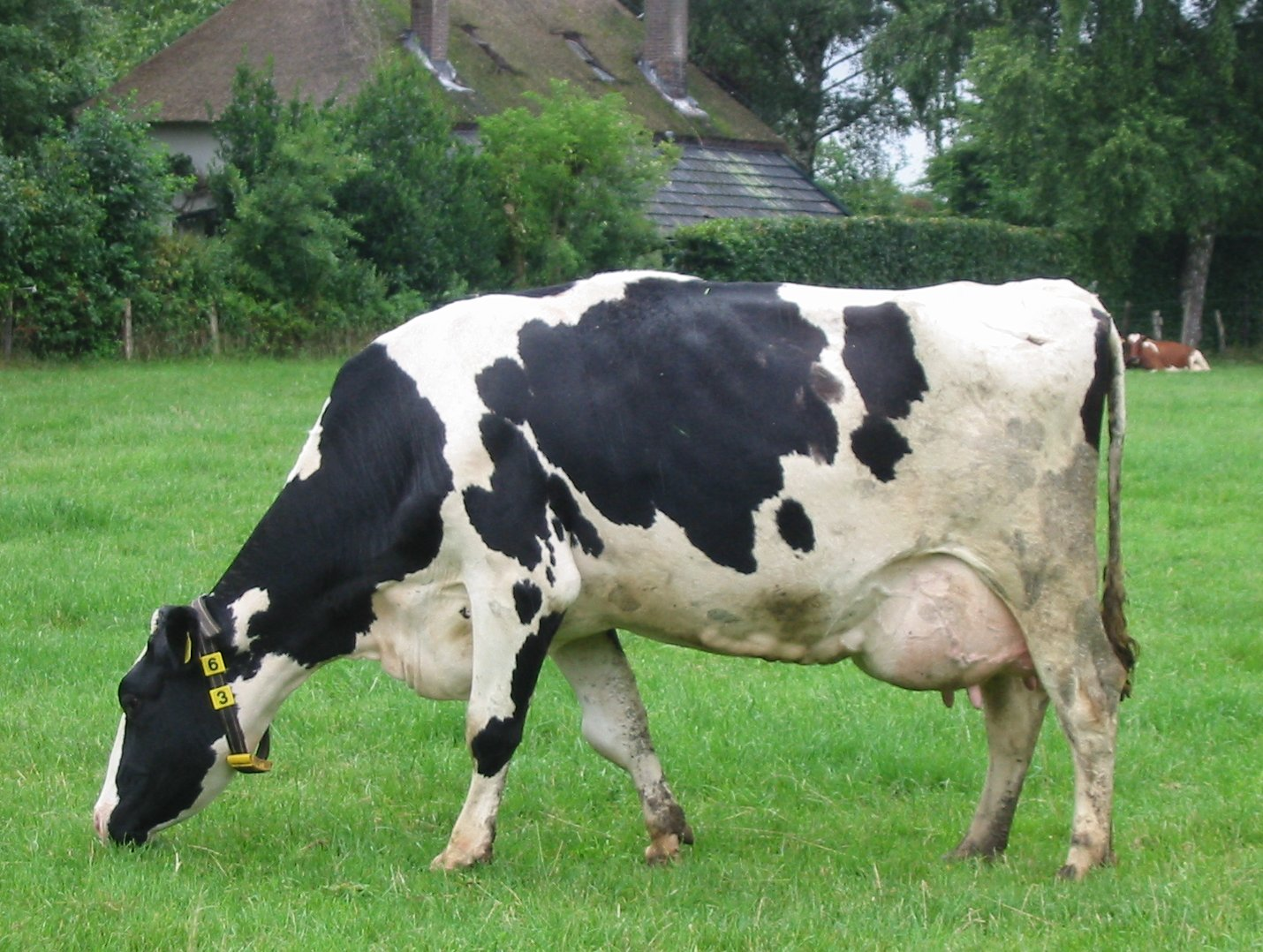
Holstein
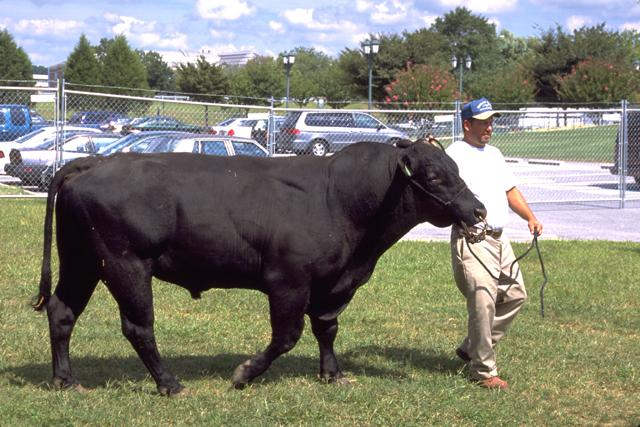
Angus
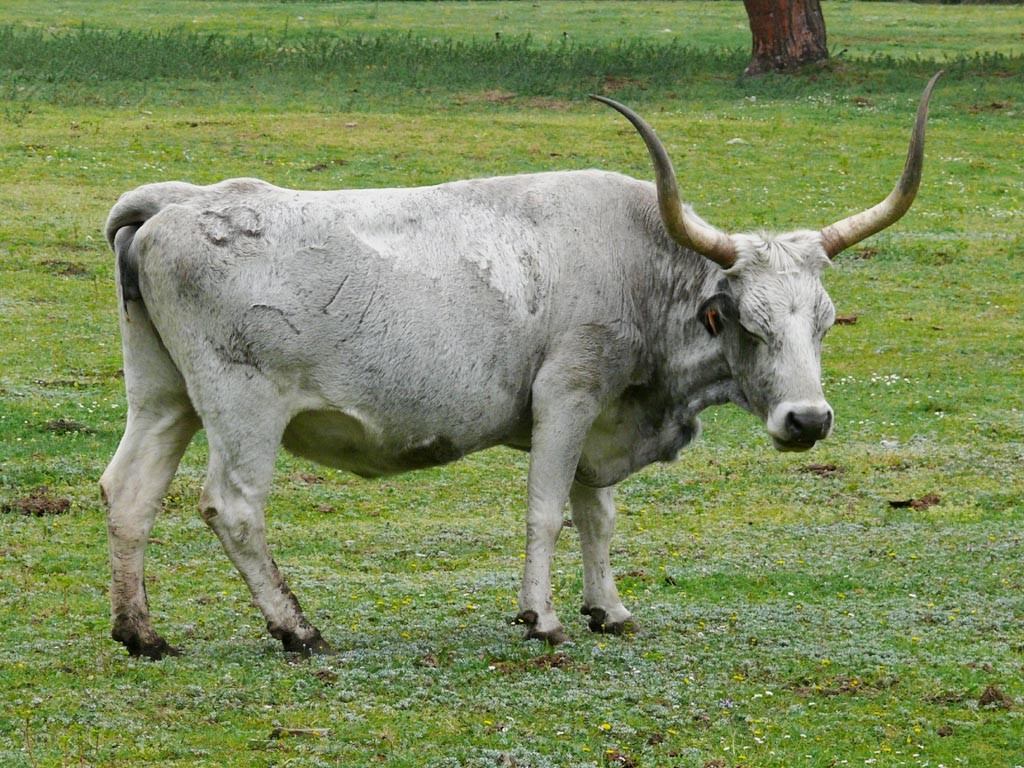
Maremma
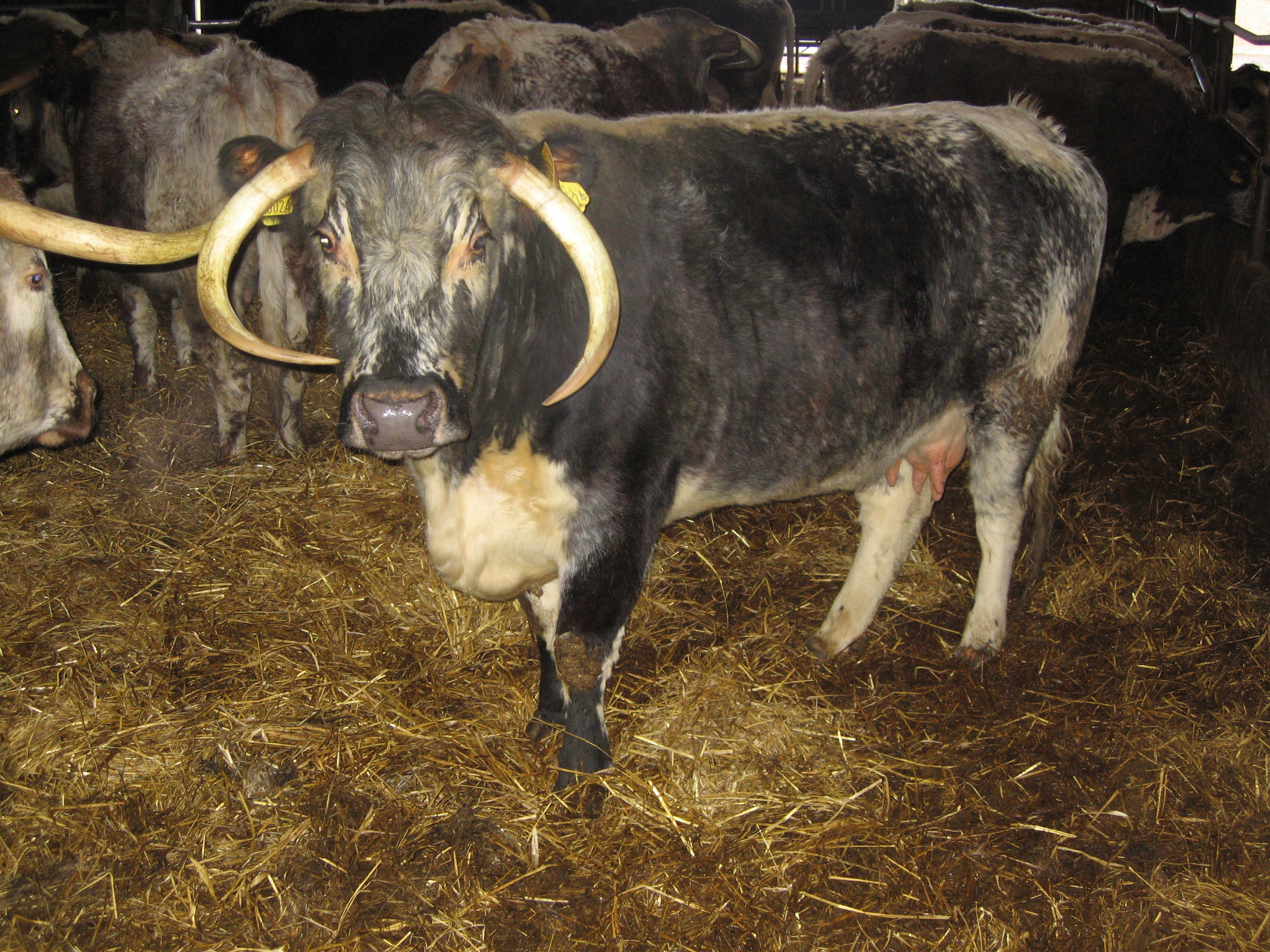
Longhorns
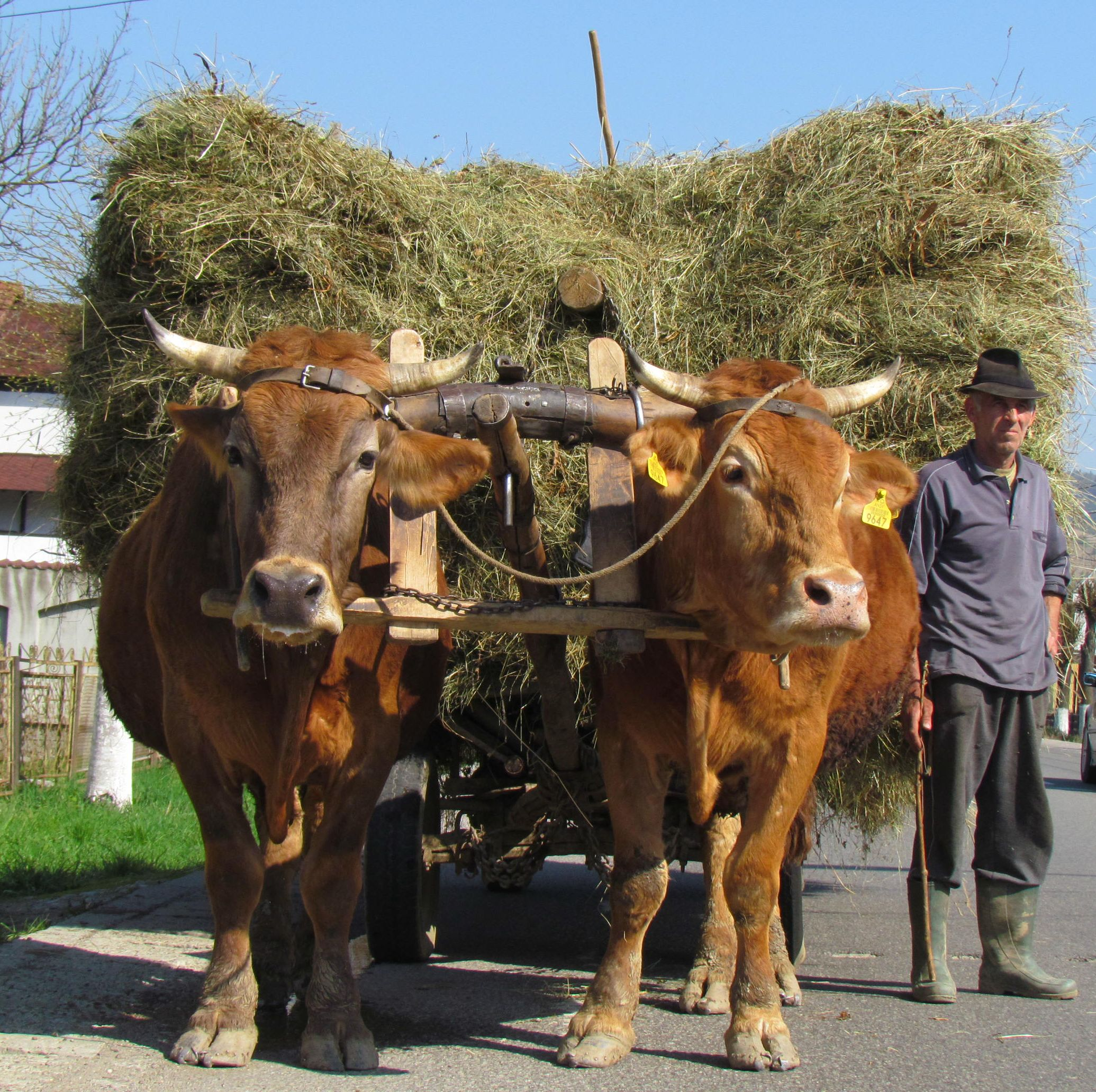
Bruna de Maramureș

## Boli
- Encefalopatia spongiformă bovină